# Anoplosiagum zayasi
Anoplosiagum zayasi är en skalbaggsart som beskrevs av Garcia-vidal 1982. Anoplosiagum zayasi ingår i släktet Anoplosiagum och familjen Melolonthidae. Inga underarter finns listade i Catalogue of Life.